# Serralhinha
Serralhinha (Emilia sonchifolia (L.) DC. ex Wight), também conhecida por flor pincel, é uma erva pertencente ao gênero Emilia (Cass.) Cass., família Asteraceae. Encontra-se distribuída em todo o Brasil.
Na China, é utilizada como planta medicinal, onde é conhecida como yang ti cao e yi dian hong.
Nasce com maior frequência no período de maio a novembro. Recebe polinizadores de tomates, pode hospedar o vírus da mancha-amarela do abacaxi que é transmitido por tripes, e os capilares da raiz podem hospedar nematóides como Meloidogyne sp..

## Fitoquímica
A planta contém alcalóides de pirrolizidina, que são toxinas carcinogênicas, sendo fatal para alguns animais.